# Smíchovský přístav
Smíchovský přístav byl vybudován na Smíchově v Praze v letech 1899–1903 jako ochranný vorový přístav. V současnosti se zde nachází přístav malých plavidel, tábořiště karavanů a sportovní plochy.
Horní vjezd přístavu (pod mostem) je v zúžené části v úrovni bývalé budovy přístavního dozoru trvale přehrazen. V severní části ostrova přístavní rameno Vltavy překonával přívoz, který byl po několika přerušeních obnoven 31. března 2012 (Přívoz Kotevní - Císařská louka - Výtoň). Územní plán obsahuje záměr vybudovat v těchto místech lávku ze Smíchova na Císařskou louku.

## Historie

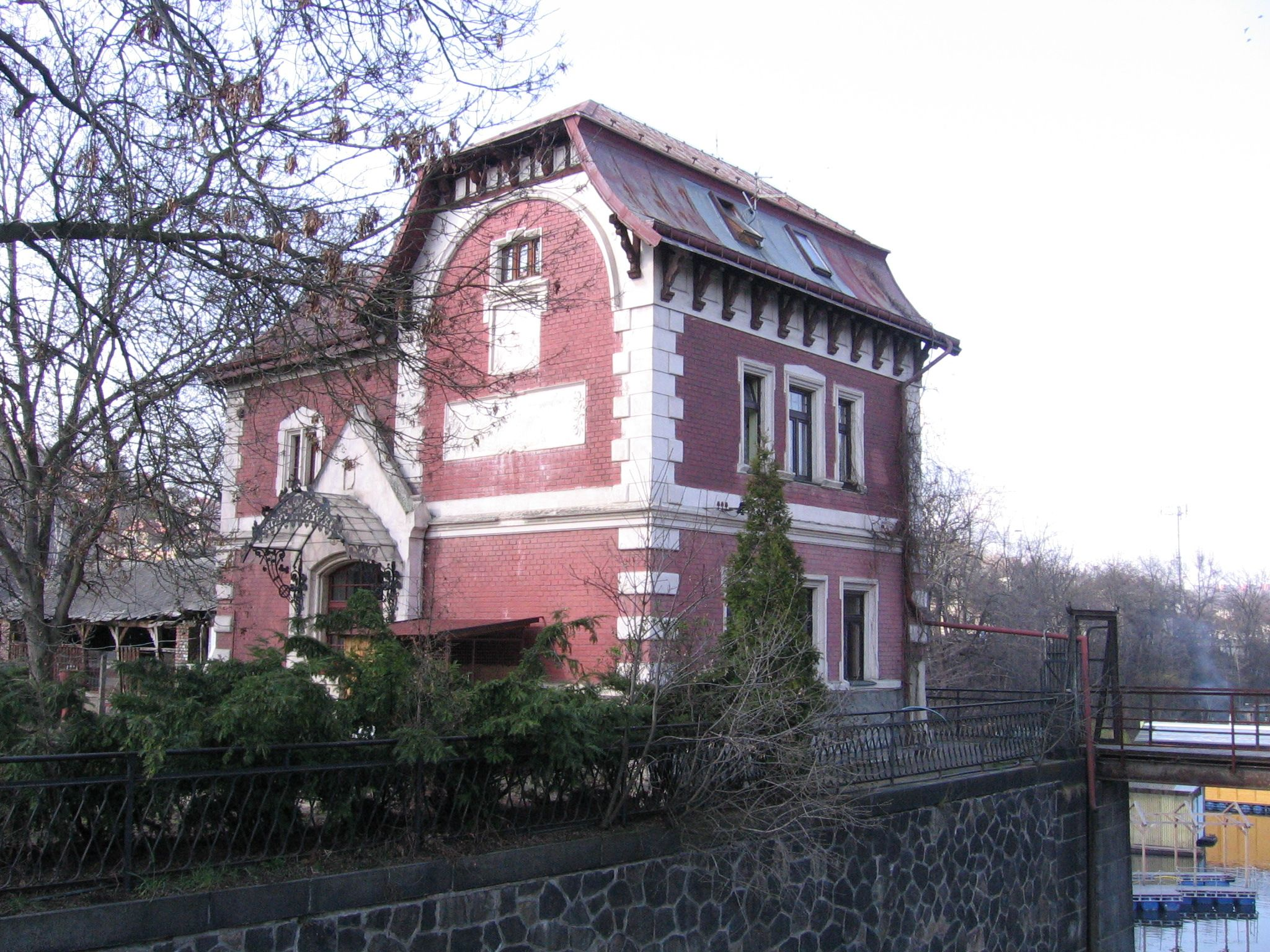
Budova přístavního dozoru

Podnětem k výstavbě přístavu byla katastrofální povodeň z roku 1890 (zejména poškození Karlova mostu strženými vory). Práce zahájilo podnikatelství Vojtěcha Lanny dne 11. října 1899 a dokončilo je v roce 1903. Vytěžením 605 200 m³ zeminy vznikl přístavní bazén, který oddělil území Císařské louky od smíchovského břehu. Příjezd na takto vytvořený ostrov zajišťovala dvojice ocelových mostů (silniční a železniční most, železniční byl později snesen).
Plocha přístavu je 137 700 m² při délce 1 400 m a maximální šířce 110 m. Bazén byl vyhlouben na 110 a 150 cm. Při horním vjezdu je budova přístavního dozoru. Náklady na stavbu činily 2 miliony zlatých. Přístav byl považován za tak významné dílo, že jej 19. dubna 1907 osobně navštívil císař František Josef I. Přístav byl se souhlasem panovníka pojmenován přístav císaře Františka Josefa. Později se funkce přístavu změnila na přístav obchodní, ochranný a zimní. Změněn byl rovněž název na přístav Smíchov.

## Význam přístavu
Přístav patří mezi nejvýznamnější pražské přístavy. Podle platných právních předpisů je provozován jako přístav veřejný s ochrannou funkcí. Ochranná funkce přístavu spočívá v tom, že zajišťuje svým umístěním na vodní cestě nebo stavebními úpravami bezpečné stání plavidla a možnost bezpečného přístupu na plavidlo v případě vysokého vodního stavu, zámrazy nebo chodu ledu.

## Navrhované změny územního plánu
Smíchovského přístavu se má dotknout navrhovaná celoměstsky významná změna Územního plánu sídelního útvaru hlavního města Prahy s označením Z2772. Změna navrhuje plochu pozemní části přístavu (DP) s využitím přístaviště, přístavy, plavební komory mírně redukovat ve prospěch ploch všeobecně smíšených. Má se zde přerušit navrhovaný celoměstský systém zeleně, neboť dle návrhu textové části odůvodnění opatření obecné povahy zde nemá vyšší význam. Současně má dojít ke změně záplavového území z kategorie neprůtočná do kategorie určené k individuální ochraně. Návrh vyžaduje posouzení souladu záměru s funkcí přístavu a soulad s ochranným pásmem vodního zdroje Smíchov (Gravitační přivaděč Smíchov) pro technické centrum metra. Veřejné projednání návrhu proběhlo 25. února 2019.

## Rozvoj přístavu
Smíchovský přístav patří mezi nejdůležitější uzly Transevropské dopravní sítě TEN-T dle přímo účinného právního předpisu Evropské unie.
Správce vodní cesty se rozhodl obnovit plavební hloubku přístavního bazénu na základě zadávacího řízení z října roku 2018. Předpokládaná cena zakázky je 180 mil Kč.